# Kanton Charny-sur-Meuse
Kanton Charny-sur-Meuse (fr. Canton de Charny-sur-Meuse) byl francouzský kanton v departementu Meuse v regionu Lotrinsko. Tvořilo ho 22 obcí. Zrušen byl po reformě kantonů 2014.

## Obce kantonu
- Beaumont-en-Verdunois
- Belleville-sur-Meuse
- Béthelainville
- Béthincourt
- Bezonvaux
- Bras-sur-Meuse
- Champneuville
- Charny-sur-Meuse
- Chattancourt
- Cumières-le-Mort-Homme
- Douaumont
- Fleury-devant-Douaumont
- Fromeréville-les-Vallons
- Haumont-près-Samogneux
- Louvemont-Côte-du-Poivre
- Marre
- Montzéville
- Ornes
- Samogneux
- Thierville-sur-Meuse
- Vacherauville
- Vaux-devant-Damloup